# Sarcophaga spinigera
Sarcophaga spinigera är en tvåvingeart som först beskrevs av Guilherme A.M.Lopes 1953.  Sarcophaga spinigera ingår i släktet Sarcophaga och familjen köttflugor. Inga underarter finns listade i Catalogue of Life.